# Dörfles (Obertrubach)
Dörfles ist ein Gemeindeteil der Gemeinde Obertrubach im Landkreis Forchheim (Oberfranken, Bayern).

## Geografie
Das Dorf  liegt im südlichen Randbereich der Wiesentalb etwa vier Kilometer westlich von Obertrubach auf einer Höhe von 492 m ü. NHN.

## Geschichte
Bis zum Ende des 18. Jahrhunderts unterstand Dörfles der Landeshoheit des Hochstifts Bamberg. Die Dorf- und Gemeindeherrschaft übte dessen Vogteiamt Wolfsberg aus. Als das Hochstift Bamberg infolge des Reichsdeputationshauptschlusses 1802/03 säkularisiert und unter Bruch der Reichsverfassung vom Kurfürstentum Pfalz-Baiern annektiert wurde, wurde Dörfles Bestandteil der bei der „napoleonischen Flurbereinigung“ in Besitz genommenen neubayerischen Gebiete.
Durch die  Verwaltungsreformen zu Beginn des 19. Jahrhunderts im Königreich Bayern wurde Dörfles mit dem Zweiten Gemeindeedikt 1818 Bestandteil der Ruralgemeinde Wolfsberg. Mit der Gebietsreform in Bayern wurde Dörfles am 1. Januar 1972 in Obertrubach eingemeindet.

## Verkehr
Die Anbindung an das öffentliche Straßennetz wird hauptsächlich von der Kreisstraße FO 23 hergestellt, die aus dem Nordnordwesten von der Staatsstraße 2191 kommend in südsüdöstlicher Richtung nach Untertrubach weiterführt, wo sie in die Staatsstraße St 2260 einmündet. Daneben verbindet eine Gemeindeverbindungsstraße den Ort mit dem nordöstlich gelegenen Nachbarort Sorg.